# Pointe Michel
Pointe Michel é uma cidade de Dominica localizada na paróquia de Saint Luke.